# Friedrich Rohleder
Friedrich Rohleder – lekarz, chemik, profesor Akademii Technicznej we Lwowie
Dr medycyny, członek zarządu fabryki tytoniu i tabaki w Winnikach pod Lwowem (1840).
Profesor chemii Akademii Technicznej we Lwowie (1846-1849). Następnie prof. chemii na uniwersytecie w Pradze (1850-1880), zamieszczał swoje artykuły w: "Österreichische Blätter für Literatur und Kunst".
Członek Galicyjskiego Towarzystwa Gospodarskiego. Działacz i członek Komitetu GTG (31 stycznia 1846 – 30 czerwca 1848). Członek korespondent GTG (1872-1880).

## prace Friedricha Rohledera
- Beiträge zur Phytochemie, Wien 1847
- Die Genussmittel u. Gewürze in chemischer Beziehung, Wien 1852
- Phytochemie, Leipzig 1854
- Mittheilungen aus dem chemischen Laboratorium zu Prag, Wien 1858
- Anleitung zur Analyse von Pflanzen und Pflanzentheilen, Würzburg 1858